# خشکه‌دره، سیاه‌زن
خشکه‌دره، سیاه‌زن (به ترکی آذربایجانی: Hişgədərə) یک منطقهٔ مسکونی در جمهوری آذربایجان است که در شهرستان سیاه‌زن واقع شده‌است.